# Unterseeboot UB-95
Pour les autres navires du même nom, voir Unterseeboot 95.
L'Unterseeboot UB-95 est un sous-marin (U-Boot) allemand de type UB III utilisé par la Kaiserliche Marine pendant la Première Guerre mondiale. Il fut mis en service dans la marine impériale allemande le 20 juin 1918.
L'UB-95 s’est rendu à l’Italie le 21 novembre 1918 et il fut démantelé à La Spezia en août 1919.

## Conception
Comme tous les sous-marins de type UB III, l'UB-95 avait un déplacement de 510 tonnes en surface et de 640 tonnes en immersion. Ses moteurs lui permettaient de naviguer à 13 nœuds (24 km/h) en surface et à 7,4 nœuds (13,7 km/h) en immersion. Il avait une autonomie de 7120 milles marins (13190 km) à sa vitesse de croisière. L'UB-95 transportait 10 torpilles et était armé d’un canon de pont de 10,5 cm. L'UB-95 avait un équipage pouvant compter jusqu’à 3 officiers et 31 hommes.

## Historique des services
L'UB-95 a été construit par AG Vulcan de Hambourg. Après un peu moins d’un an de construction, il a été lancé à Hambourg le 10 mai 1918. Il a été mis en service plus tard la même année.

## Affectations
- IIe flottille : du 13 septembre au 11 novembre 1918[4]

## Commandants
- Kapitänleutnant Oscar Maaß[5] : du 20 juin au 11 novembre 1918

## Navires coulés
| Date              | Nom    | Nationalité    | Tonnage | Destin. |
| ----------------- | ------ | -------------- | ------- | ------- |
| 29 septembre 1918 | Nyanza | United Kingdom | 4053    | Coulé   |